# 帕维尔·科胡特
帕维尔·科胡特（捷克語：Pavel Kohout，1928年7月20日—），是捷克、奥地利的诗人、小说家、剧作家，1968年布拉格之春的积极支持者。1977年《七七憲章》的参与者。